# Mike Tramp
Mike Tramp, all'anagrafe Michael Trampenau (Copenaghen, 14 gennaio 1961), è un cantante danese ma attivo negli Stati Uniti, noto per essere stato il frontman dei White Lion e Freak of Nature.

## Biografia
Michael Trampenau è nato in Danimarca ed è cresciuto a Vesterbro con la madre Doris e i due fratelli Dennis e Kim. Cominciò la sua carriera nel mondo della musica esibendosi in giro per alcuni locali di Copenaghen. Nel 1975 fonda la band "Dennis & Michael" insieme al fratello, con cui incise un singolo intitolato Big Man in Town. Nel 1976, dopo aver assunto il nome d'arte di Mike Tramp, si unì alla pop band Mabel come cantante solista. I Mabel divennero in breve tempo molto popolari in Danimarca, tanto da venire scelti per rappresentare la loro nazione all'Eurovision Song Contest nel 1978. Successivamente la band si trasferì in Spagna e cambiò nome in Studs, realizzando un album eponimo nel 1982 per la casa discografica Hispavox.
Nel 1983 il cantante si spostò a New York alla ricerca di fortuna, facendo la conoscenza del talentuoso chitarrista Vito Bratta, con cui fonderà quello stesso anno i White Lion, la band che gli farà guadagnare grande popolarità internazionale. Dopo aver esordito con l'album Fight to Survive, i White Lion pubblicarono Pride con la Atlantic Records nel 1987. Dal disco vennero estratti i singoli Wait e When the Children Cry, che portarono la band nella top 10 delle classifiche americane. Dopo aver pubblicato altri due album intitolati Big Game e Mane Attraction, i White Lion videro diminuire la loro popolarità a causa dell'ascesa del movimento grunge e decisero di sciogliersi nel settembre del 1991.
Dopo la fine dei White Lion, Mike Tramp diede vita a un nuovo gruppo assecondando le mode musicali del momento, ovvero alternative rock e grunge, chiamato Freak of Nature. La band registrò tre album e divise il palco con band quali Helloween e Dio, prima di sciogliersi nel 1996. Tramp pubblicò dunque il suo debutto solista nel 1997 dal nome Capricorn.
Nel 1999 Mike Tramp pubblicò la raccolta Remembering White Lion, che conteneva brani classici della band ri-registrati con un'altra formazione. Nel 2005, dopo una lunga battaglia legale, il cantante assemblò una nuova band di musicisti sconosciuti accreditata come Tramp's White Lion a causa dei mancati diritti con i vecchi componenti. La band di Tramp suonava essenzialmente brani dei White Lion e partecipò a diversi tour, pubblicando il doppio album dal vivo Rocking the USA nel novembre di quello stesso anno. La controversia per il nome venne risolta sul finire del 2007, il cantante poté così utilizzare liberamente il nome originale del gruppo in occasione dell'uscita del nuovo album Return of the Pride nel marzo del 2008.
Mike Tramp ritornò successivamente a dedicarsi alla sua carriera solista, prima di annunciare definitivamente la fine dei White Lion nel febbraio 2015.
Nel 2017 pubblica il nuovo album Maybe Tomorrow tornando a sonorità più  rock rispetto ai lavori precedenti.
Prevista una data in Italia ad Aprile del 2018

## Discografia

### Da solista

#### Album in studio
- 1997 - Capricorn
- 2002 - Recovering the Wasted Years
- 2003 - More to Life Than This
- 2004 - Songs I Left Behind
- 2009 - The Rock 'N' Roll Circuz
- 2011 - Stand Your Ground
- 2013 - Cobblestone Street
- 2014 - Museum
- 2015 - Nomad
- 2017 - Maybe Tomorrow
- 2019 - Stray from the Flock
- 2020 - Second Time Around

#### Album dal vivo
- 2004 - Rock 'N' Roll Alive

### Con i Freak of Nature
- 1993 - Freak of Nature
- 1994 - Gathering of Freaks
- 1998 - Outcasts

### Altri album
- 1999 - House of Lords - Sahara